# Yu Shulong
Yu Shulong (于澍龙S, Yú ShùlóngP; Jilin, 19 febbraio 1990) è un ex cestista cinese.

## Carriera
Con la Cina ha disputato i Campionati mondiali del 2010 e i Campionati asiatici del 2011.